# Wadena (Iowa)
Wadena – miasto w Stanach Zjednoczonych, w stanie Iowa, w hrabstwie Fayette. W 2000 roku liczyło 243 mieszkańców.